# Thrift
Thrift是一种接口描述语言和二进制通讯协议，它被用来定义和创建跨语言的服务。它被当作一个远程过程调用（RPC）框架来使用，是由Facebook为“大规模跨语言服务开发”而开发的。它通过一个代码生成引擎联合了一个软件栈，来创建不同程度的、无缝的跨平台高效服务，可以使用C#、C++（基于POSIX兼容系统）、Cappuccino、Cocoa、Delphi、Erlang、Go、Haskell、Java、Node.js、OCaml、Perl、PHP、Python、Ruby和Smalltalk。虽然它以前是由Facebook开发的，但它现在是Apache软件基金会的开源项目了。该实现被描述在2007年4月的一篇由Facebook发表的技术论文中，该论文现由Apache掌管。

## 架构

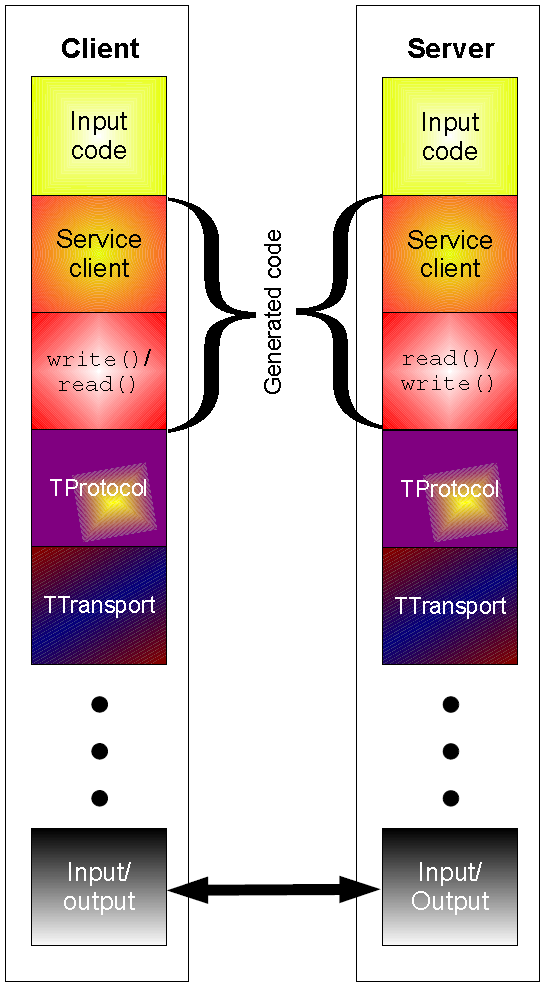
Apache Thrift API CS架构

Thrift包含一套完整的栈来创建客户端和服务端程序。顶层部分是由Thrift定义生成的代码。而服务则由这个文件客户端和处理器代码生成。在生成的代码里会创建不同于内建类型的数据结构，并将其作为结果发送。协议和传输层是运行时库的一部分。有了Thrift，就可以定义一个服务或改变通讯和传输协议，而无需重新编译代码。除了客户端部分之外，Thrift还包括服务器基础设施来集成协议和传输，如阻塞、非阻塞及多线程服务器。栈中作为I/O基础的部分对于不同的语言则有不同的实现。
Thrift支持众多通讯协议：
- TBinaryProtocol – 一种简单的二进制格式，简单，但没有为空间效率而优化。比文本协议处理起来更快，但更难于调试。
- TCompactProtocol – 更紧凑的二进制格式，处理起来通常同样高效。
- TDebugProtocol – 一种人类可读的文本格式，用来协助调试。
- TDenseProtocol – 与TCompactProtocol类似，将传输数据的元信息剥离。
- TJSONProtocol – 使用JSON对数据编码。
- TSimpleJSONProtocol – 一种只写协议，它不能被Thrift解析，因为它使用JSON时丢弃了元数据。适合用脚本语言来解析。[8]

支持的传输协议有：
- TFileTransport – 该传输协议会写文件。
- TFramedTransport – 当使用一个非阻塞服务器时，要求使用这个传输协议。它按帧来发送数据，其中每一帧的开头是长度信息。
- TMemoryTransport – 使用存储器映射输入输出。（Java的实现使用了一个简单的ByteArrayOutputStream。）
- TSocket – 使用阻塞的套接字I/O来传输。
- TZlibTransport – 用zlib执行压缩。用于连接另一个传输协议。

Thrift还提供众多的服务器，包括：
- TNonblockingServer – 一个多线程服务器，它使用非阻塞I/O（Java的实现使用了NIO通道）。TFramedTransport必须跟这个服务器配套使用。
- TSimpleServer – 一个单线程服务器，它使用标准的阻塞I/O。测试时很有用。
- TThreadPoolServer – 一个多线程服务器，它使用标准的阻塞I/O。

## 优点
Thrift一些已经明确的优点包括：
- 跟一些替代选择，比如SOAP相比，跨语言序列化的代价更低，因为它使用二进制格式。
- 它有一个又瘦又干净的库，没有编码框架，没有XML配置文件。
- 绑定感觉很自然。例如，Java使用java.util.ArrayList<String>；C++使用std::vector<std::string>。
- 应用层通讯格式与序列化层通讯格式是完全分离的。它们都可以独立修改。
- 预定义的序列化格式包括：二进制格式、对HTTP友好的格式，以及紧凑的二进制格式。
- 兼作跨语言文件序列化。
- 协议使用软版本号机制软件版本管理[需要解释]。Thrift不要求一个中心化的和显式的版本号机制，例如主版本号/次版本号。松耦合的团队可以轻松地控制RPC调用的演进。
- 没有构建依赖也不含非标准化的软件。不存在不兼容的软件许可证混用的情况。

## 创建一个Thrift服务
Thrift由C++编写，但可以为众多语言创建代码。要创建一个Thrift服务，必须写一些Thrift文件来描述它，为目标语言生成代码，并且写一些代码来启动服务器及从客户端调用它。下面就是一个这样的描述文件的代码示例：
```
enum
 
PhoneType
 
{

 
HOME
,

 
WORK
,

 
MOBILE
,

 
OTHER

}

struct
 
Phone
 
{

 
1
:
 
i32
 
id
,

 
2
:
 
string
 
number
,

 
3
:
 
PhoneType
 
type

}

```

Thrift将由这个描述信息生成独立的代码。例如，在Java里，PhoneType将是Phone类中一个简单的enum。